# ダイキン工業

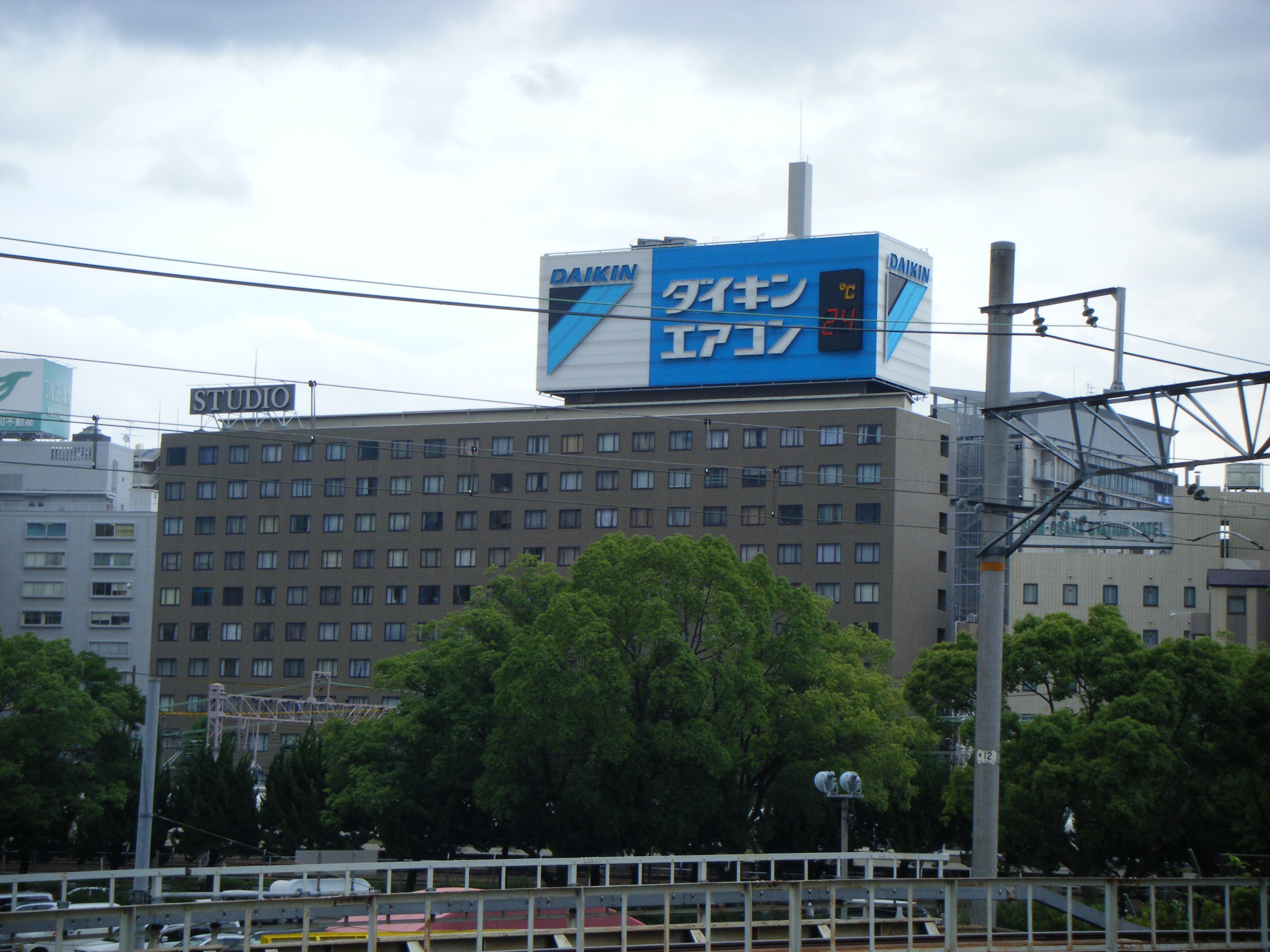
ダイキン工業のネオンサイン（JR新大阪駅近く）

ダイキン工業株式会社（ダイキンこうぎょう）は、大阪府大阪市北区梅田に本社を置き、約170か国に事業展開し世界五大陸42か国に拠点を持つ空調機、化学製品メーカー。
略称は「ダイキン」。コーポレートスローガンは「空気で答えを出す会社」。
空調事業の売上高は2010年からキヤリア社を抜き世界第1位、またフッ素化学製品ではデュポン社に次いで世界第2位、換気事業やフィルタ事業においても世界第1位のシェアを誇る。海外売上比率は約8割、全従業員の約8割が日本国外で働いている。日経平均株価およびTOPIX Core30、JPX日経インデックス400、JPXプライム150指数の構成銘柄の一つ。
かつては1934年に住友金属工業（現：日本製鉄）が資本提携を行い大株主になって以来、住友グループの一員として活動し、住友出身者を役員に据えてきた。しかし現在では多数の金融機関が株式を保有し住友金属工業からは完全に資本独立している。住友グループとは主要株主に三井住友銀行が入ることで繋がりを維持している。一方で三菱グループである三菱UFJ銀行や外資であるバンク・オブ・ニューヨーク・メロン、ステート・ストリート、BNPパリバ、ノルウェー政府年金基金も主要株主に名を連ね関係が強まっている。また企業ではパナソニックとトヨタ自動車、新晃工業と資本関係を持っている。

## 歴史
- 1924年（大正13年）10月25日 - 創業者の山田晁により合資会社大阪金属工業所として創業される。飛行機用ラジエーターチューブの生産を開始した。
- 1929年（昭和4年） - 「ラショナル注油器」の生産を開始した。
- 1933年（昭和8年） - フッ素系冷媒の研究に着手。
- 1934年（昭和9年）2月11日 - 大阪金属工業株式会社として改組・設立[注釈 1]。社章の制定も行う。当時の主な製品は内燃機関、精密機械、航空機部品などであった。メチルクロライド式冷凍機の試作に成功、『ミフジレーター』冷凍機と命名し生産を開始する。
- 1935年（昭和10年） - 日本初のフルオロカーボンガスの生産に成功、1942年に量産を開始した。
- 1936年（昭和11年） - 南海鉄道（現・南海電気鉄道）2001形向けに日本初の鉄道車両用の冷房ユニットを製造している[注釈 2]。また、戦時には海軍イ号潜水艦の空調設備も手掛けていた。当時の潜水艦において、冷房装置の装備は画期的であり、南太平洋での長期作戦行動を可能とした一因である。
- 1937年（昭和12年） - 堺製作所を大阪府堺市に新設。
- 1938年（昭和13年） - 呉海軍工廠に日本で初めてフロン冷媒を使用した『ミフジレーター』冷凍機を納入。
- 1941年（昭和16年） - 淀川製作所を大阪府三島郡（現摂津市）に新設。
- 1944年（昭和19年） - 大和川製作所を大阪府中河内郡瓜破村に新設。同年7月に「大和川航空機製作所」へ改称。[10]
- 1950年（昭和25年） - 集中潤滑装置の生産を開始。
- 1951年（昭和26年） - 日本初のエアコン開発に成功。ビルなどの業務用空調設備を得意とし、現在も40 %という圧倒的なトップシェアを誇っている。また、家庭用ルームエアコンでは日本国内シェアトップのパナソニックに次いで2位（ダイキン・パナソニック・三菱電機の3社で毎年トップシェア争いをしている）。これは、冬季の加湿機能と夏季の除湿機能を併せ持つルームエアコン「うるるとさらら」がヒットしたことに加え、競合する家電メーカーのような系列販売店網を持たないゆえ[注釈 3]、販売力の強い大手家電量販店チェーンへ積極的に販路を開拓したことが功を奏したものと思われる。
- 1951年（昭和26年） - 迫撃砲弾の生産を開始した[11]。
- 1952年（昭和27年） - 超低温装置「サブゼロ」を開発。
- 1953年（昭和28年） - 三フッ化塩化エチレン樹脂「ダイフロン」を開発。
- 1955年（昭和30年） - 四フッ化エチレン樹脂「ポリフロン」を開発。
- 1956年（昭和31年） - 南極観測船「宗谷」の船室暖房用に暖気缶（熱交換器）を納入。
- 1958年（昭和33年） - 日本初のロータリーコンプレッサーを搭載したウインドクーラーを発売。ヒートポンプ式パッケージエアコンを開発。
- 1963年（昭和38年） - 商号を「大阪金属工業株式会社」からダイキン工業株式会社に変更[注釈 4]。
- 1972年（昭和47年） - 欧州現地法人として「ダイキンヨーロッパ」を設立、その後アジア・オセアニア、北米・中南米にも生産・販売拠点を設け世界的に事業を広げている。海外ではダイキンブランドの確立に成功し高級の証として認識されている。
- 2006年（平成18年）5月 - 大手空調メーカーのOYLインダストリーズ（マレーシア）を買収。買収後は売上高1兆円を突破し、経常利益も1000億円超を見込んでいる。相互の得意技術の補完とOYLの持つアメリカ販売網（OYL傘下で、業務用空調で世界4位のマッケイ・インターナショナルが中心）を利用してアメリカでの空調事業へ再進出。
- 2008年（平成20年） - 環境省からエコファースト企業として認定。環境省には2010年度までに生産時の温室効果ガスのグループ総排出量を二酸化炭素換算で140万トン以下（2005年度比で50%以上）に削減することや国内のフッ素化学工場におけるHFCおよびPFC排出量を2010年度までに2005年度比90%以上の削減となる15万トン以下にすることなどを約束した。国内のみならず消費電力削減効果の高いインバータ商品を、中国市場ではインバーター機を、中国や北米、欧州ではハイブリッド油圧商品を普及させることも併せて約束した。
- 2012年（平成24年） - アメリカの住宅用空調大手のグッドマン・グローバルを買収し、北米市場でのシェア拡大に向け事業拡大。
- 2013年（平成25年） - ルームエアコン『うるさら7』が、第5回ものづくり日本大賞「内閣総理大臣賞」、省エネ大賞「経済産業大臣賞」、「レッド・ドット・デザイン賞」など、数々の賞を受賞。
- 2014年（平成26年） - 創業90周年記念　社会貢献事業 『“空気をはぐくむ森”プロジェクト』をスタート。経済産業省主催の「キャリア教育アワード」で当社の環境教育プログラムが優秀賞を受賞。
- 2015年（平成27年） - Goodman社が米国・テキサス州に新拠点を設立。『ダイキン工業　90年史』を発刊。米国政府より「環境貢献企業」に認定。11月25日、これまで淀川・堺（金岡）・滋賀製作所に分散していた基礎研究の拠点を集約したテクノロジー・イノベーションセンター（TIC）が淀川製作所内に竣工。総床面積は約4.8万平方メートル、地上6階建てである。
- 2016年（平成28年）　- イタリアの業務用冷凍・冷蔵庫メーカー　ザノッティ社を買収。北欧のエアフィルターメーカーディンエア社を買収。
- 2017年（平成29年） - ヒートポンプ空調機の共同開発を目的とし、新晃工業株式会社との資本業務提携契約を締結。
- 2019年（平成31年・令和元年） -  ダイキン ヨーロッパ エヌ ブイ（100%子会社）が、欧州の商業用冷凍・冷蔵ショーケースの製造販売会社であるAHTクーリングシステムズ ゲーエムベーハーを保有するクール インターナショナル ホールディング ゲーエムベーハーの全出資持分を取得し、子会社化。
- 2021年（令和3年） -  インドで開催された「世界冷房技術賞」に株式会社日建設計とともに応募し、最優秀賞を受賞した。
- 2022年（令和4年） -  11月24日より本社を梅田センタービルから大阪梅田ツインタワーズ・サウス（大阪市北区）最上部33〜38階へ移転。本社移転は2024年に迎える創業100周年に向けた記念事業の一つでもある。
- 2023年（令和5年） -  5月10日より東京支社をJR品川イーストビルから東京ミッドタウン八重洲（八重洲セントラルタワー）37・38階へ移転。産官学の人・情報・技術が集まる東京にて、社会価値と経済価値を両立するビジネスの展開や、新たな価値創造、ルール形成活動などの強化をめざすとした。なお直上フロアにはブルガリホテル東京が入居しており、オフィスフロアとしてはダイキン工業が最上部にあたる。
- 2024年（令和6年） -  創業100周年。5月30日、三浦工業と資本提携を10月1日から開始予定であることを発表。三浦工業の全株式のうち4.67%をダイキン工業が取得する一方、ダイキン工業の100%子会社である株式会社ダイキンアプライドシステムズ（DAPS）の49%を三浦工業が取得し、DAPSを三浦工業との合弁会社化することを発表[12][13]。

## 主な生産拠点と品目

### 日本国内
- 堺製作所 金岡工場（堺市北区）- 業務用エアコン（空調生産本部）、海上コンテナ用冷凍冷蔵装置・船舶用エアコン・食品流通・保存用冷凍機・冷凍・冷蔵用ショーケース（低温事業本部）
- 堺製作所 臨海工場（堺市西区）- 業務用エアコン（VRV室外機）・圧縮機（空調生産本部）
- 滋賀製作所（草津市）- 家庭用エアコン・業務用エアコン（一部）・空気清浄機（空調生産本部）
- 淀川製作所（摂津市）
  - 化学事業部 - フッ素化学製品
  - 油機事業部 - 油圧機器
  - 特機事業部 - 砲弾・誘導弾用弾頭・航空機部品・エコキュート タンクユニット生産（製品販売は空調営業本部）
  - 空調生産本部 - アプライド（大型施設向け空調機の室外機生産）
  - テクノロジー・イノベーション・センター（TIC）- 研究開発（空調技術および化学技術の先行研究、AI・IoT・データ活用等）
- 鹿島製作所（神栖市）- フッ素化学製品（化学事業部）

### 日本国外
- Daikin Texas Technology Park（アメリカ合衆国 テキサス州）- 家庭用エアコン・業務用エアコン
- Daikin Comfort Technologies North America（DNA・旧 Goodman Global Group）（アメリカ合衆国 テキサス州）- 家庭用エアコン・業務用エアコン
- AHT Cooling Systems GmbH（オーストリア）- 商業用冷凍・冷蔵ショーケース
- 上海大金空調有限公司（中華人民共和国 上海市）- 家庭用エアコン・業務用エアコン
- 大金機電設備（蘇州）有限公司（中華人民共和国 蘇州市）- 圧縮機
- ダイキン インダストリーズ タイランド（タイ王国 チョンブリー県）- 家庭用エアコン・業務用エアコン
- ダイキン コンプレッサー インダストリーズ（タイ王国 ラヨーン県）- 圧縮機
- ダイキン ヨーロッパ N.V.（ベルギー オーステンデ）- 家庭用エアコン・業務用エアコン
- ダイキン インダストリーズ チェコ（チェコ共和国 ピルゼン）- 家庭用エアコン
- ダイキン デバイス チェコ（チェコ共和国 ブルノ）- 圧縮機
- ダイキンアメリカ（アメリカ合衆国 アラバマ州） - フッ素化学製品
- ダイキンケミカルフランス（フランス共和国 リヨン） - フッ素ゴム製品
- ダイキンエアコンディショニングインド（インド）- 家庭用エアコン・業務用エアコン

## 関連会社
| - ダイキンHVACソリューション北海道 - ダイキンHVACソリューション東北 - ダイキンHVACソリューション北陸 - ダイキンHVACソリューション新潟 - ダイキンHVACソリューション東京 - ダイキンHVACソリューション東海 - ダイキンHVACソリューション近畿 - ダイキンHVACソリューション中四国 - ダイキンHVACソリューション九州 - ダイキンHVACソリューション沖縄 - オーケー器材 - ダイキン・コンシューマ・マーケティング - ダイキン情報システム（情報子会社、出資率はダイキン工業が70%、日本電気が30%である） - ダイキンアカウンティングソリューションズ - ダイキン油機エンジニアリング - ダイキン・ザウアーダンフォス - ダイキン潤滑機設 - ダイキンシートメタル - ダイキンエアテクノ - ダイキンパイピング - ダイキンアプライドシステムズ（2024年10月より三浦工業が49%出資し、三浦工業との合弁会社化予定） - 日本無機 - ダイキンサンライズ摂津（障害者雇用特例子会社） - ダイキンレクザムエレクトロニクス（レクザム〈旧：隆祥産業〉との合弁） - ダイキンMRエンジニアリング - ダイキンアカウンティングソリューションズ - ダイキントレーディング - 第一セントラル設備 - モリタニ・ダイキン（株式会社守谷商会の合弁会社） - エス イー エム・ダイキン - 東邦化成 - 共栄化成工業 - ダイキン福祉サービス - ダイナミクス - バイオ・シータ - DK-Power - 三浦工業（2024年10月資本提携を開始予定） | - 大金空調香港有限公司 - サイアムダイキンセールスリミテッド（タイ） - ACEダイキンPTEリミテッド（シンガポール） - ダイキンイタリアS.P.A - ダイキンフランスS.A. - ダイキンドイツ - ダイキンユーエスINC - ダイキンアルゼンティーナ - ダイキンアメリカ - ダイキンエアコンディショニングインド社 - ダイキンヨーロッパ N.B.V.（ ベルギー） - ダイキン冷媒ヨーロッパ - ダイキンチェコ - ダイキンポーランド - ダイキンフィリピン - ダイキンベトナム - ダイキンマレーシア - ダイキントルコ - ダイキンサウジアラビア - ダイキン中東・アフリカ（アラブ首長国連邦） - ダイキンオーストラリア - ダイキンブラジル - ダイキンエジプト - ダイキン南アフリカ - OYLグループ - Goodman Global - American Air Filter International - AHT Cooling Systems GmbH - Zanotti S.p.A - Heroflon S.p.A - J&E Hall International - Cri-Tech, Inc. - MDA Manufacturing, Inc. - All World Machinery Supply, Inc. - IRS International Pty. Ltd. |

なお、一時期、ダイキンが住友金属から買収して子会社化していたイズミフードマシナリについては保有株を全て放出し、現在同社は住友重機械の子会社である新日本造機の完全子会社となっている。また、2009年（平成21年）秋にも日本板硝子から空調用フィルターのトップメーカー・日本無機（元日立化成子会社）を買収した。

## 主な製品

### 空調製品

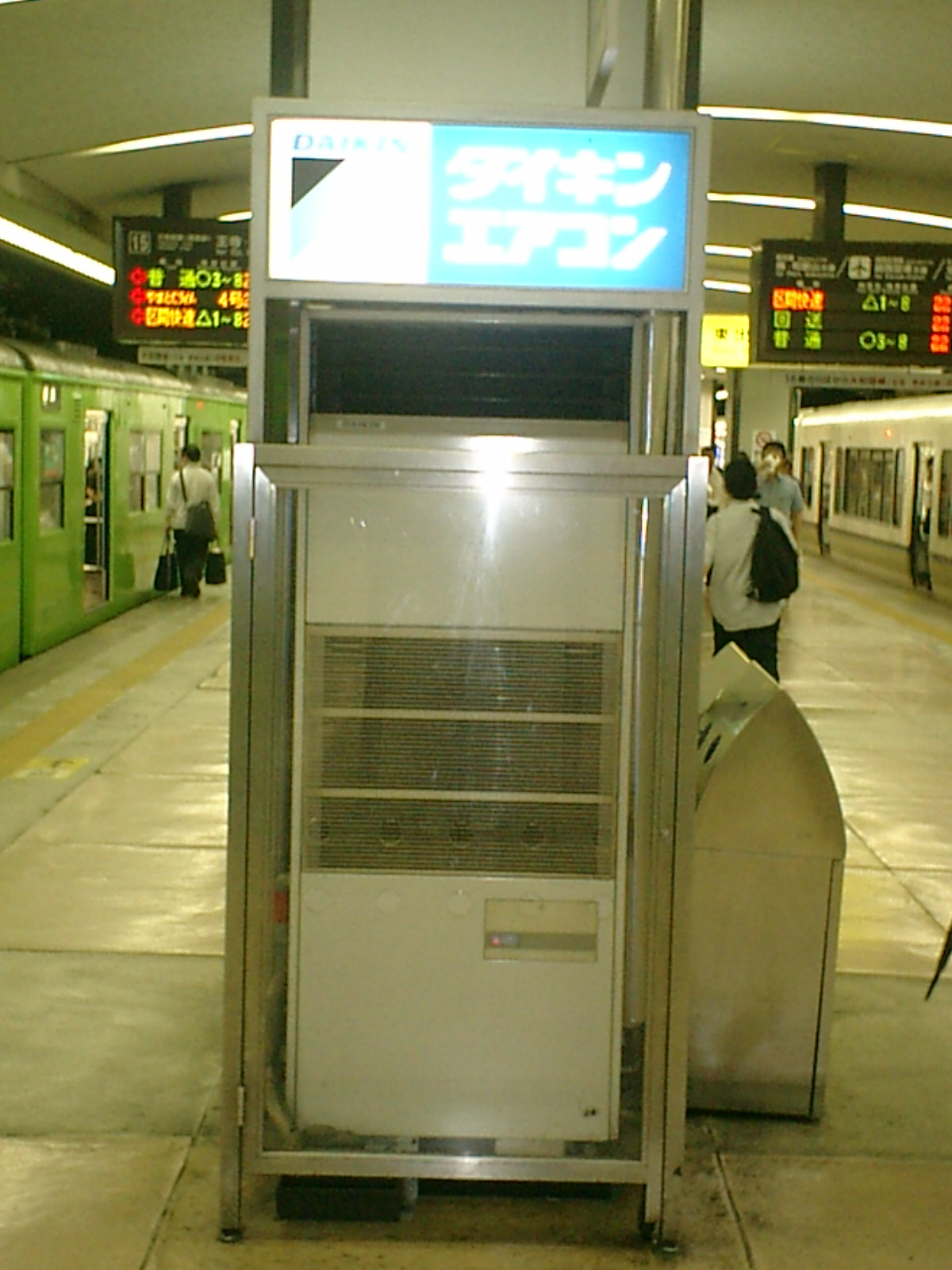
天王寺駅のホームに設置されたダイキンの業務用エアコン。大阪市内には、このほか地下鉄御堂筋線の新大阪駅のホームなどに同様のダイキンの業務用エアコンが設置されている。

- スカイエア（FIVE STAR ZEAS、Eco-ZEAS）
- ビル用マルチパッケージエアコン（VRV シリーズ）（machiマルチ）
- 寒冷地仕様（暖房強化型）店舗・オフィス用エアコン（スゴ暖ZEAS、スゴ暖machiマルチ）
- 更新用個別運転マルチエアコン（更新VRV Qシリーズ）
- 設備用パッケージエアコン
- ガスヒートポンプエアコン（アイシンとの共同開発品[注釈 5]、ヤンマーエネルギーシステムにも室内機のOEM供給を行う）
- 水配管レス調湿外気処理機（DESICA）
- 全熱交換機ユニット（「ベンティエール」）
- 家庭用ルームエアコン（「うるるとさらら」「risora」）
- エコキュート（家庭用／業務用）、「ネオキュート」（タンクユニット生産は特機事業部、販売は空調営業本部）
- 住宅用ヒートポンプ式温水床暖房（「ホッとく～る」、「ホッとエコフロア」）
- 遠赤外線暖房機（「セラムヒート」：家庭用／業務用）
- ストリーマ放電式空気清浄機
- 除加湿ストリーマ空気清浄機（「クリアフォースZ」）[注釈 6]
- 中低温用エアコン
- 電算機室用エアコン

なおダイキン製エアコン室外機の耐（重）塩害仕様機の一部は、伝統的に、塗装色が標準のアイボリーホワイトからライトキャメルに変更となる。

### 特品冷熱製品（低温事業本部）
- 海上コンテナ用冷凍冷蔵装置（「ZESTIA」）
- 船舶用エアコン（「キャビンパートナー」）
- 食品流通・保存用冷凍機
- 冷凍・冷蔵用ショーケース（AHT Cooling Systems）

### 化学関連（化学事業部）
- 半導体用エッチング剤（高純度フッ化水素酸, 高純度フッ化アンモニウム, 高純度BHF, BHF-U）
- フッ素樹脂・加工品
- フッ素ゴム
- 含フッ素モノマー（有機ELディスプレイ用フッ化ポリイミド原料「6FDA」）
- フッ素離型剤 ダイフリー（DAIFREE）
- フルオロカーボンガス（「新冷媒R32」)
- フッ素系撥水・撥油剤
- フッ素系機能剤
- フッ素系高機能塗料（「ゼッフル」）
- フッ素防汚コーティング剤（「オプツール」」）
- フッ素耐水・耐湿コーティング剤（「オプトエース」）
- フッ素回路基板・電子部品コーティング剤
- フッ素天然皮革（「レザノヴァ」）
- 液晶・有機ELディスプレイ用フッ素反射防止膜
- 5G用半導体製造装置向け耐腐食フッ素樹脂
- 高周波通信ケーブル用フッ素樹脂（「ポリフロンPTFE F」「ネオフロンFEP NP」）

### 油圧関連機器（油機事業部）
- ハイブリッド冷却機器（オイルコンAKZ/AKZJ/AKZCシリーズ、チラーAKZWシリーズ、などなど）
- ハイブリッド油圧機器（エコリッチEHUシリーズ、スーパーエコリッチEHU-Sシリーズ、スーパーユニットSUTシリーズ、などなど）
- ハイドロメカ油圧機器
- 建機車両用油圧機器
- 方向制御弁
- 電磁パイロット切替弁
- 電磁パイロット操作弁

### 特機（特機事業部）

#### エコキュート タンクユニット生産
- エコキュート（家庭用／業務用）、「ネオキュート」（販売は空調営業本部）

#### 発電システム
- マイクロ水力発電システム

#### 航空機部品
- 航空機ジェットエンジン用消化剤

#### 在宅酸素医療用機器
- パルスオキシメータ（「ライトテックDP1」）
- 酸素濃縮装置（「ライトテック5A」、「ライトテック5X」）
- 呼吸同調器（「DSシリーズ」）

#### 防衛省向け
- 試製66mmてき弾銃
- 96式40mm自動てき弾銃用擲弾
- 06式小銃てき弾
- 120mm戦車砲弾
- 105mm戦車砲弾
- 84mm無反動砲弾
- 81mm迫撃砲弾
- 120mm迫撃砲弾
- 155mmりゅう弾砲弾
- 50口径5インチ砲弾薬包（127mm速射砲弾）
- 62口径76mm砲弾薬包（76mm速射砲弾）
- TPFSDS(訓練用模擬弾)
- 93式105mm装弾筒付翼安定徹甲弾
- 10式120mm装弾筒付翼安定徹甲弾

### 電子システム（電子システム事業部）
- SpaceFinder
- Toon Boom Animation
- Scenarist
- マテリアルズインフォマティクスソリューション

## 歴代社長
| 代数  | 氏名     | 在任期間        | 出身校                     |
| ----- | -------- | --------------- | -------------------------- |
| 初代  | 山田晁   | 1924年 - 1965年 | 福岡県立小倉工業学校機械科 |
| 第2代 | 土屋義夫 | 1965年 - 1972年 | 京都帝国大学法学部         |
| 第3代 | 山田稔   | 1972年 - 1994年 | 東京帝国大学工学部         |
| 第4代 | 井上礼之 | 1994年 - 2002年 | 同志社大学経済学部         |
| 第5代 | 北井啓之 | 2002年 - 2004年 | 同志社大学経済学部         |
| 第6代 | 岡野幸義 | 2004年 - 2011年 | 大阪市立大学法学部         |
| 第7代 | 十河政則 | 2011年 - 2024年 | 小樽商科大学商学部         |
| 第8代 | 竹中直文 | 2024年 - 現職   | 同志社大学工学部           |

## ダイキン盆踊り大会
CSR（地域貢献）および若手人材育成の一環として、国内拠点では淀川製作所（大阪府摂津市）・堺製作所金岡工場（大阪府堺市北区）・滋賀製作所（滋賀県草津市）・東京支社草加事業所（埼玉県草加市）のほか、中国やアメリカなどの海外拠点において、毎年8月ごろ敷地内で「ダイキン盆踊り大会」を開催している。
1970年代から現在まで、ダイキン工業が主催し、同社健保および同社労組も協賛して行われ、周辺の地域住民を中心に毎年約2万人以上（淀川製作所）が来場する。
ダイキン工業では、本大会を「人材育成の要」と位置づけており、企画から運営の全てを、入社3～4年以内の若手社員が行なっている。そのため、大会の実行委員に選ばれた社員は、通常業務を大幅に免除される代わりに、大会の企画・ショーのリハーサル・広報宣伝活動・運営などの全てに専念する。

## ダイキン空調技術訓練校
ダイキン空調技術訓練校は現場に適応した講座内容で時代の変化に対応できる空調技術者の養成を目指して開校している。東京校と大阪校の2校あり、東京校は、茨城県つくば市のダイキン工業株式会社つくば研修所で短期課程施工コース、サービスコース、設備設計コース、大阪校は大阪府堺市のダイキン工業株式会社大阪研修所金岡スクールで、開講コースは短期課程施工コース、サービスコースを実施。
入校資格は、ダイキン東日本EI技能向上協会か西日本EI技能向上協会のいずれかの協会に加入の事業所従業員で、高等学校の卒業またはこれと同等以上の学力を有する者。なお、東京校のサービスコースはダイキン定例講習会の指定コース受講済者が該当。

## 不祥事
- 1988年（昭和63年）にフッ素化学製品に関わるココム（対共産圏輸出統制委員会）規制違反事件が明らかになった。
- 1999年（平成11年）から2008年（平成20年）の10年間に亘り、同社のサービス本部とサービス関連子会社に於いて、売上高の前倒し計上などの不適切な会計処理が繰り返し行われ、利益33億円の虚偽記載が行われていたことが、2009年（平成21年）4月10日に発覚した[18]。これを受け同社は4月30日に、不正会計に直接関わった子会社の社長や役員ら計27人について5人を解任、2人を諭旨退職、他にも出勤停止や減給などの処分とした[19]。
- 同社が大阪国税局の税務調査により、2013年3月期 - 2015年3月期の2年間にわたり、海外の子会社との取引を巡って約7億4000万円の申告漏れ[注釈 7]を指摘されていたことが、2016年8月の各新聞報道によって判明した[20]。
- ダイキン工業淀川製作所から排出されたPFOAによる河川の汚染が疑われている[21]。

## PFAS汚染問題
大阪府摂津市では、大阪府の調査で、市内の水路や井戸などで国が決めた値を大幅に超えるPFAS（人工的に作られた有機フッ素化合物の総称）が検出された。ある畑の井戸からは、国の値の420倍の濃度で検出。さらに、研究者の調査で土壌や育てていた野菜からも高い濃度のPFASが確認された。主な汚染源と考えられたのが、同社の工場で生産されていた撥水処理剤などで、PFASの1つを過去に製造していた。現在はこうした化学物質が国際条約で製造・使用禁止となっている。環境省が、これらの物質について調べたところ、西日本から東日本に及ぶ各地の河川や地下水から国の値を超える場所が次々と見つかり、その地点は139に上っている。同社では、2012年までに中止したとしているが、その後の対策はどうなっているのかをNHKが取材したところ、同社は「国の値を超える濃度の地下水が敷地外に流出しないよう費用をかけて、遮水壁の設置などに取り組んでいる」と答えた。住民は、工場周辺の対策や補償についての協議をダイキンに求めている。報道が出る前の2020年には専門家の助言も踏まえた浄化・流出防止の取り組みを強く進めることを決定している。
2024年に京都大と市民団体が実施した血液検査では淀川製作所の上流や離れた地域の住人からも高い数値が検出されたことが分かった。
また、2025年には東京大学名誉教授唐木英明氏によるPFASに関する報道の問題点を指摘する記事が掲載され注目を集めている。

## テレビ番組
- 日経スペシャル ガイアの夜明け 感染爆発…企業は戦う～猛威振るい始めた新型インフルエンザ～（2009年10月13日、テレビ東京）[25] - ダイキンの新型インフルエンザ対応を取材。

## マスコットキャラクター
- ぴちょんくん（ルームエアコン「うるるとさらら」のイメージキャラクター。湿気を擬人化。）
- おユぴちょんくん（ダイキンエコキュートのイメージキャラクター）
- クリアぴちょんくん（クリアフォースのイメージキャラクター）
- ロボぴちょんくん（ダイキン空気清浄機のイメージキャラクター）
- 換気ぴちょんくん（住宅用換気システム「デシカホームエア」のイメージキャラクター）
- あったかぴちょんくん（寒冷地専用エアコン「スゴ暖」のイメージキャラクター）
- ソーラーぴちょんくん（住宅用太陽光発電システム「スカイソーラー」のイメージキャラクター）
- プラズマぴちょんくん・ストリーマぴちょんくん（ダイキン空気清浄機のイメージキャラクター。双子。）

## 広告活動

### イメージキャラクター
- 1980年代にはCMナレーションに小林清志を起用。
- 2014年から2021年まで、宝塚歌劇団月組男役の珠城りょうを家庭用エアコン「うるるとさらら」のCMに起用[26]。珠城が退団後は各組の若手男役・聖乃あすか・風間柚乃・縣千・極美慎・風色日向が後任として「うるさらX」のCMに出演している[26]。
- かつては、神津善行・中村メイコ夫妻をはじめ、桂歌丸、松崎真、ミミ萩原&アブドーラ・ザ・ブッチャー、三根梓、西山茉希、篠沢秀夫、板東英二、岩城滉一、中居正広、ビビアン・スー、栗本奈央、石田雪乃などを起用して、家庭用エアコンのテレビCMを流していた[注釈 8]。また、企業CMには松村雄基が出演したもの、下条アトムがナレーションを行ったもの、さだまさしが歌ったものなどもあった。

### 提供番組
- ダイキンオーキッドレディスゴルフトーナメント
- DAIKIN エア・メッセージ
- ダイキン空気予報（AbemaTV・ウェザーニューズ共同制作）[27]
- 言葉の玉手箱→Neo言葉の玉手箱（琉球放送・RBCiラジオ）

### 命名権
米国子会社のDaikin Comfort Technologies North Americaを通じ、2025年から15年契約でMLBヒューストン・アストロズの本拠地球場の命名権を取得し（取得額は非公表）、「ダイキン・パーク」の名称となった。日本企業によるMLBの本拠地球場への命名権取得は初。

#### ユニフォームスポンサー
- クラブ・ブルッヘ（ ベルギー ジュピラー・プロ・リーグ）
- ワラターズ（ オーストラリア スーパーラグビー）

- 1999年シーズンから2002年シーズンまでイタリア法人が同じくイタリア籍のサイクルロードレースのトップカテゴリーチームにスポンサードし、ランプレ・ダイキン（現:UAE チーム・エミレーツ）として活動していた。